# The Rocky Horror Picture Show
The Rocky Horror Picture Show este un film din 1975 - adaptare a teatrului muzical de rock clasic, The Rocky Horror Show, scris de Richard O'Brien. Filmul poate fi văzut ca o parodie a filmelor științifico-fantastice și a filmelor horror de "mâna a doua". Regizorul Jim Sharman a colaborat la scenariu cu O'Brien, care a scris atât cartea cât și versurile pentru varianta de scenă a muzicalului. Din distribuția filmului fac parte Tim Curry, Susan Sarandon și Barry Bostwick. La vremea sa, filmul a fost foarte provocativ prin prezentarea înrtr-o tentă comică a culturii gay și transgen - simbol al temelor LGBT.